# 奧伯 (印地安納州)
奧伯（英語：Ober）是位於美國印地安納州斯塔克縣的一個非建制地區。該地的面積和人口皆未知。

## 地理
奧伯所處的海拔為高於海平面223米（即732英呎），而該地所採用的時區為UTC-5，即北美東部時區（EST）。同時該地設有夏令時間，為UTC-5調快一小時，即UTC-4（EDT）。

## 历史
建于 1889年，以早期定居者 Ober Heath 的名字命名。[2]1883 年在奥伯建立了一家邮局，并一直运营到1976年。